# Ralph Earl
Ralph Earl (11 maggio 1751 – Bolton, 16 agosto 1801) è stato un pittore statunitense.

## Biografia

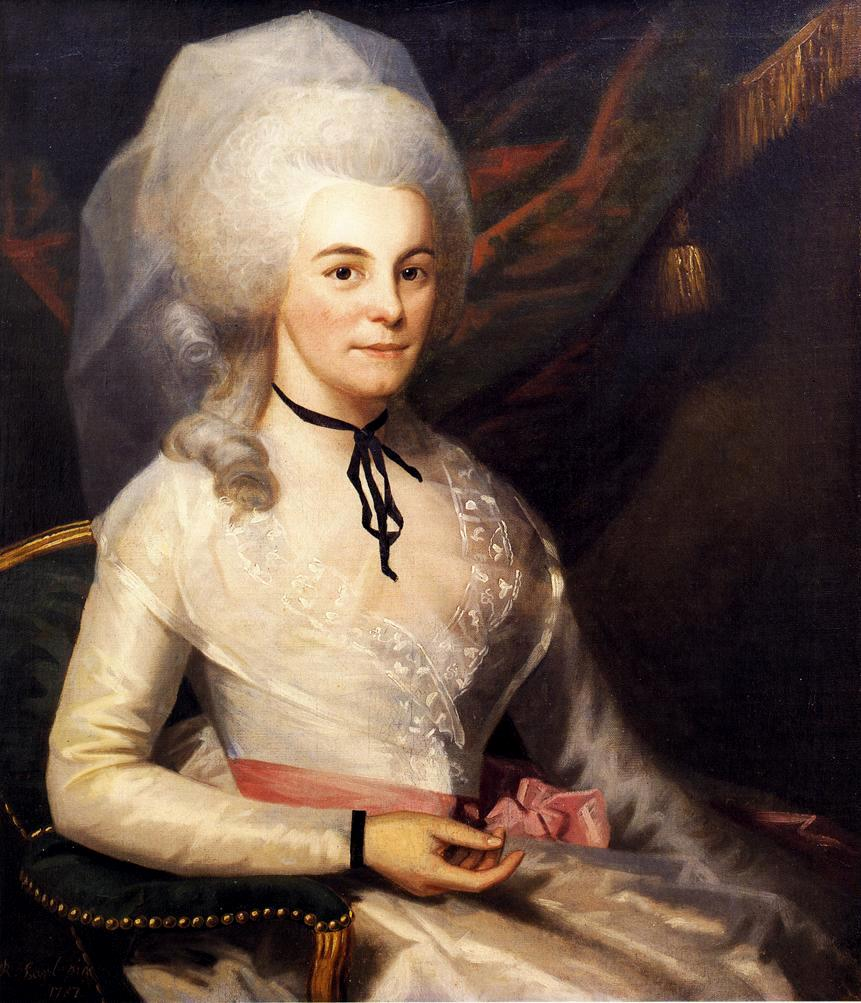
Ritratto di Elizabeth Schuyler Hamilton (1787)

Nacque l'11 maggio 1751 nella contea di Worcester in Massachusetts da Ralph e Phebe Whittemore Earl, proprietari di una fattoria a Leicester (nell'odierno territorio della cittadina di Paxton). I suoi antenati erano quaccheri emigrati dalla cittadina inglese di Exeter al Rhode Island intorno al 1634.
Nel 1774 si sposò con Sarah Gates, sua cugina di secondo grado, la quale gli diede due figli: Phebe e John. Trasferitosi a New Haven cercò di emergere come pittore su commissione dipingendo ritratti, stemmi di famiglia e tutto ciò che gli veniva richiesto. Questa sua attività pittorica gli fece conquistare una discreta fama a livello locale, infatti al momento dello scoppiò della rivoluzione americana gli vennero commissionati i ritratti di alcuni patrioti del Connecticut, la situazione fu molto particolare in quanto Earl era considerato un lealista nei confronti della Corona britannica.
Il padre di Earl si era rifiutato di servire nelle armate di re Giorgio III e si era arruolato come ufficiale nell'esercito continentale, anche Ralph evitò il reclutamento britannico, rischiando la prigionia, ma allo stesso tempo si guadagnò le antipatie degli insorti rifiutandosi di pagare i tributi a sostegno della causa rivoluzionaria. Nel 1776 venne raggiunto a New Haven dalla moglie ma ben presto fu costretto ad abbandonare il paese a causa delle sue posizioni politiche che gli attirarono l'odio dei seguaci della rivoluzione. Grazie all'aiuto di John Money, uno degli ufficiali attendenti del generale John Burgoyne, riuscì a raggiungere clandestinamente Newport in Rhode Island da dove si imbarcò per l'Inghilterra.
Giunto a Londra nel 1778 beneficiò della protezione di John Money il quale si adoperò per procurargli un impiego nell'amministrazione pubblica britannica, tuttavia le richieste di lavoro di Earl non vennero soddisfatte e dovette guadagnarsi da vivere dipingendo. Durante il suo soggiorno inglese ritrasse numerosi lealisti che, come lui, erano fuggiti dal territorio americano.
Money lo accolse nella sua casa nei pressi di Norwich e gli procurò numerose commissioni di ritratti tra la sua cerchia di conoscenti. Durante il soggiorno presso la casa di Money conobbe Ann Whiteside che divenne poi la sua seconda moglie benché il precedente matrimonio non fosse mai stato formalmente annullato. Si trasferì poi a Windsor dove si mantenne dipingendo ritratti delle ragazze di famiglia nobile che frequentavano il collegio cittadino.
Nel 1785 ritornò in America, due anni dopo il formale riconoscimento degli Stati Uniti da parte della Gran Bretagna con il trattato di Parigi. Sbarcato a Boston con la sua seconda moglie, dalla quale ebbe altri due figli, si stabilì a New York dove cercò di avviare un suo studio in cui creare ritratti dell'élite cittadina ma ben presto dovette abbandonare questo progetto poiché la maggior parte dei suoi committenti appartenevano alla piccola aristocrazia di campagna. La condizione economica di Earl peggiorò rapidamente tanto che venne anche incarcerato per debiti, per sua fortuna riuscì ad evitare una lunga detenzione grazie all'intervento di alcuni notabili della città che animati da spirito religioso divennero suoi committenti nel tentativo di assicurargli un sostegno economico, tra di essi vi fu anche Elizabeth Hamilton, moglie del patriota Alexander Hamilton. Earl fu rilasciato nel gennaio 1788 ed iniziò a spostarsi assieme alla moglie e ai figli tra varie città per ottenere commissioni e realizzare ritratti, inizialmente viaggiò tra le città del Connecticut arrivando progressivamente a lavorare anche in Vermont e Massachusetts.
Negli ultimi anni iniziò ad abusare dell'alcol, la sua salute peggiorò e si alienò la simpatia di molti dei suoi committenti, passò gli ultimi due anni della sua vita nella casa del dottor Samuel Cooley, morì il 16 agosto 1801 a Bolton in Connecticut a causa degli effetti nefasti dell'alcolismo. Venne sepolto nel cimitero cittadino, nel 1935 venne eretta dalla Connecticut Antiquary una lapide commemorativa.
Suo fratello minore James Earl (1761-1796), di dieci anni più giovane, fu un pittore così come suo figlio di secondo letto, Ralph Eleaser Whiteside Earl, che raccolse l'eredità paterna e divenne a sua volta un ritrattista, durante la sua carriera ritrasse diverse volte il presidente Andrew Jackson, di cui sposò una nipote.

## Stile

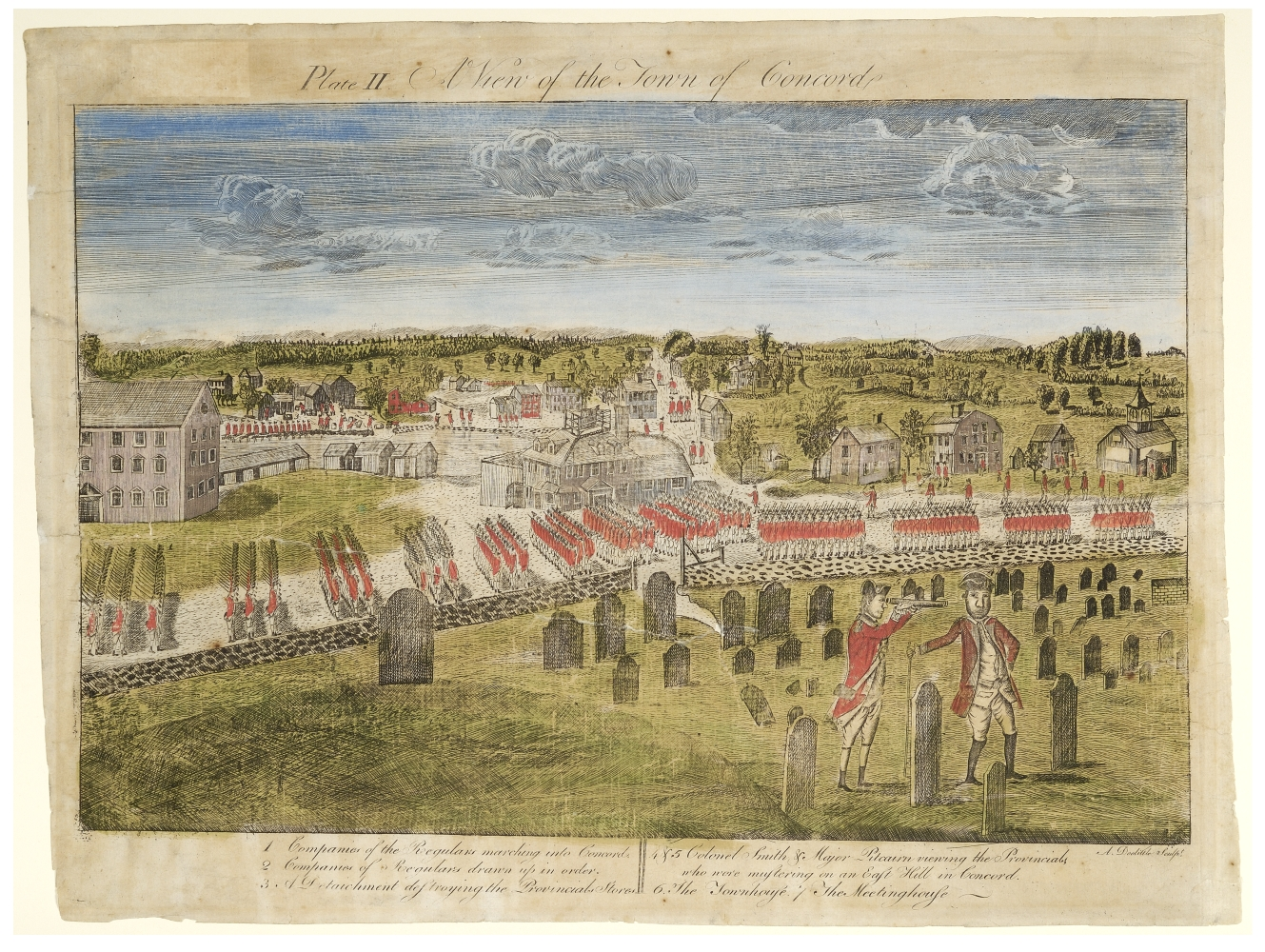
Incisione raffigurante l'avanzata delle truppe britanniche a Concord (1775)

Durante il primo periodo della sua carriera artistica Earl risiedeva a New Haven e realizzò quasi esclusivamente lavori su commissione dei quali sono sopravvissuti pochissimi esempi, uno dei rari dipinti risalenti a questo periodo è il ritratto a figura completa di Roger Sherman realizzato tra il 1775 e il 1776, oggi esposto nella collezione della Yale University Art Gallery. Questo lavoro evidenziava già alcuni degli aspetti principali dello stile ritrattistico di Earl, in particolare la predilezione per l'effetto chiaroscuro e l'attenzione per i particolari della figura rappresentata. Durante il suo periodo a New Haven incontrò il pittore ed incisore Henry Pelham attraverso il quale fece la conoscenza anche di John Singleton Copley restando influenzato dallo stile di entrambi questi artisti. All'epoca della rivoluzione Earl si distinse anche per aver creato alcuni disegni preparatori per delle incisioni di propaganda, in particolare fu l'autore delle immagini relative alla battaglia di Lexington e Concord poi incise e stampate da Amos Doolittle nel 1775.
Il secondo periodo della sua vita artistica coincise con la permanenza in terra britannica, durante il suo soggiorno inglese perfezionò la sua arte pittorica presso lo studio di Benjamin West ed espose alcuni ritratti alle mostre della Royal Academy del 1783 e del 1784. Un altro artista che lo influenzò durante questo periodo fu George Romney, secondo gli storici dell'arte Earl sviluppò grazie all'influenza di questi due artisti una maggiore capacità figurativa e migliorò nel modellare le forme.
Il suo terzo periodo artistico coincise col rientro sul suolo americano, durante la sua detenzione lo stile pittorico di Earl si sviluppò ulteriormente, in particolare l'artista iniziò a impiegare grande cura nella realizzazione dello sfondo alle spalle dei soggetti ritratti. In questi anni, oltre alla consueta produzione ritrattistica, dipinse molti paesaggi del Connecticut, questa nuova fonte di ispirazione si rifletté anche nella sua produzione figurativa, infatti sempre più spesso pose la figura principale in primo piano rispetto a dettagliati panorami.

## Galleria d'immagini

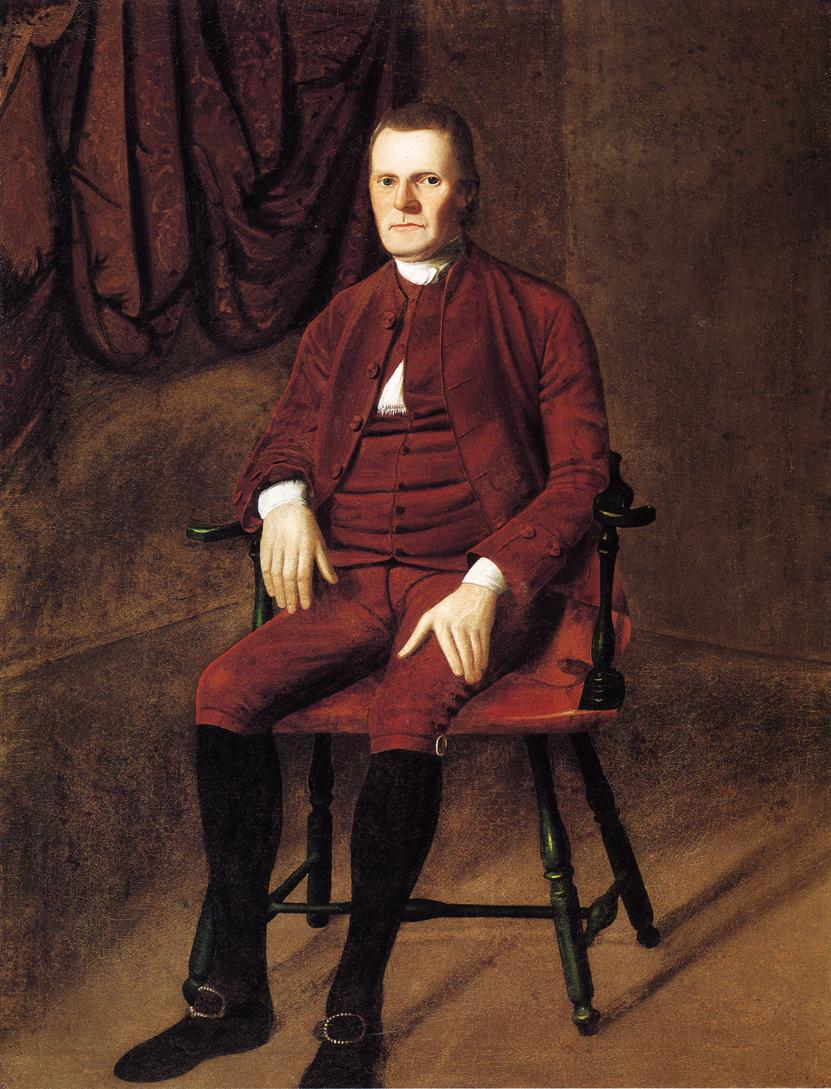
Ritratto di Roger Sherman (olio su tela, 1775-1776) – Yale University Art Gallery, New Haven
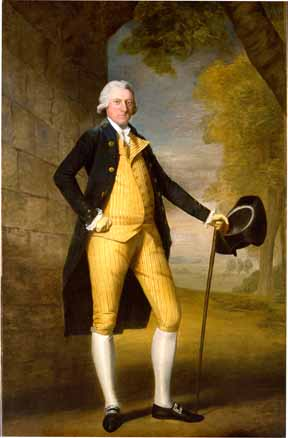
Ritratto di Gabriel Christie (olio su tela, 1784) – Museo Nelson-Atkins, Kansas City
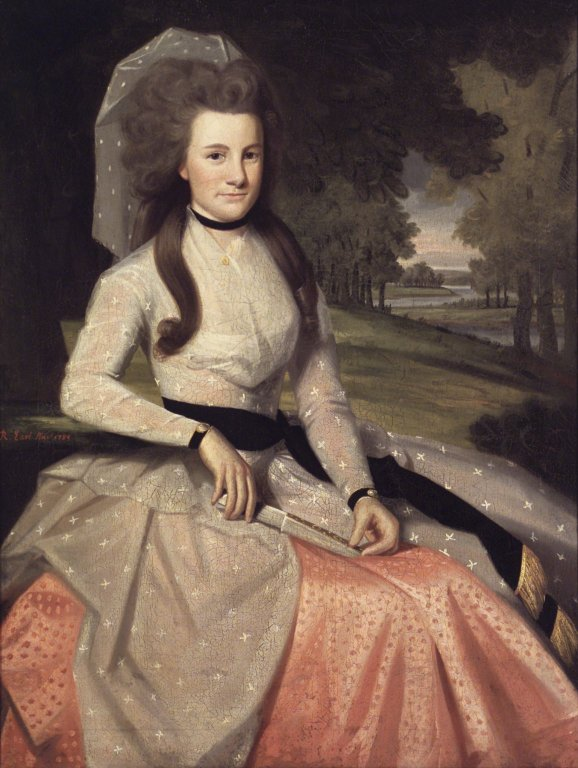
Ritratto di Clarissa Seymour (olio su tela, 1789) – Brooklyn Museum, New York